# Pterolophioides guineensis
Pterolophioides guineensis är en skalbaggsart som beskrevs av Stefan von Breuning 1955. Pterolophioides guineensis ingår i släktet Pterolophioides och familjen långhorningar.
Artens utbredningsområde är Ghana. Inga underarter finns listade i Catalogue of Life.